# McLaren M2B
Vous lisez un « bon article » labellisé en 2014.
Chronologie des modèles (1966 - 1968)
Aucun McLaren M4B
La McLaren M2B est la première monoplace de Formule 1 de l'écurie britannique McLaren Racing, engagée dans le cadre des championnats du monde de Formule 1 1966, 1967 et 1968. Conçue par l'ingénieur britannique Robin Herd, directeur technique de l'écurie, la M2B est dérivée de la McLaren M2A, un prototype fabriqué en mallite en 1965. La monoplace est pilotée par le Néo-Zélandais Bruce McLaren, fondateur de l'équipe et ancien pilote de Cooper Car Company ; son compatriote Chris Amon, pilote de l'écurie en CanAm, devait également en prendre le volant mais n'est finalement jamais engagé en raison de problèmes de moteur. La M2B est équipée d'un moteur V8 Ford, remplacé temporairement par un moteur Scuderia Serenissima en cours de saison.
La McLaren M2B connaît une brève carrière puisqu'en neuf engagements, elle ne prend le départ qu'en quatre occasions, permettant à Bruce McLaren de marquer des points à deux reprises. En 1967 et 1968, deux écuries privées britanniques engagent la monoplace aux Grands Prix d'Italie 1967 et de Monaco 1968, mais déclarent finalement forfait pour chacune de ces épreuves.

## Contexte et développement

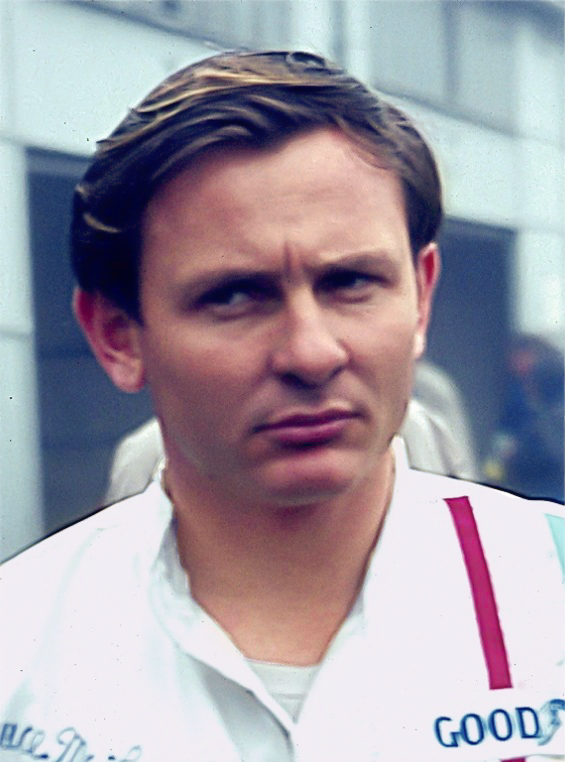
Bruce McLaren, pilote de l'écurie Cooper depuis 1958, décide de fonder sa propre écurie en 1963.

L'écurie Bruce McLaren Motor Racing est fondée le 2 septembre 1963 par le Néo-Zélandais Bruce McLaren, pilote d'usine de l'écurie britannique Cooper Car Company engagée en Formule 1, et quelques associés. Pendant deux ans, McLaren dispute le championnat de Formule Tasmane, une discipline mettant en concurrence plusieurs monoplaces disputant le championnat du monde de Formule 1 ou le championnat du monde des voitures de sport. Bruce McLaren, pilote Cooper depuis 1958, continue de disputer le championnat du monde de Formule 1 mais, en 1965, les performances de l'écurie se détériorent, ce qui conduit le Néo-Zélandais à construire sa propre monoplace de Formule 1 pour la saison suivante. Bien qu'il soit lui-même un ingénieur qualifié, McLaren charge le Britannique Robin Herd, ingénieur aérospatial qui a travaillé au National Gas Turbine Establishment où il a été impliqué dans le projet du Concorde, de concevoir la voiture,. En septembre 1965, la monoplace de développement McLaren M2A  est achevée. Propulsée par un moteur V8 Oldsmobile de 4,5 litres, elle est utilisée pour tester les idées de conceptions de Herd ainsi que les pneumatiques Firestone. McLaren étant toujours employé par Cooper, l'écurie nie initialement qu'elle développe une monoplace concurrente, affirmant que la M2A n'est destinée qu'à effectuer des essais de pneumatiques.
À l'usine de Colnbrook, au moins deux châssis M2B commencent à être fabriqués tandis qu'un troisième a peut-être été entamé. En décembre 1965, la M2A a effectué plus de 3 200 kilomètres d'essais et deux moteurs de course sont prêts à être installé dans la M2B, Bruce McLaren ayant essayé la monoplace sur le circuit de Goodwood,. Le même mois, l'ingénieur britannique Gordon Coppuck, un ancien collègue de Robin Herd au National Gas Turbine Establishment, rejoint l'équipe de conception. En février 1966, de nouveaux essais sont réalisés en Californie afin de préparer le début du championnat du monde de Formule 1 qui débute en mai.

## Technique

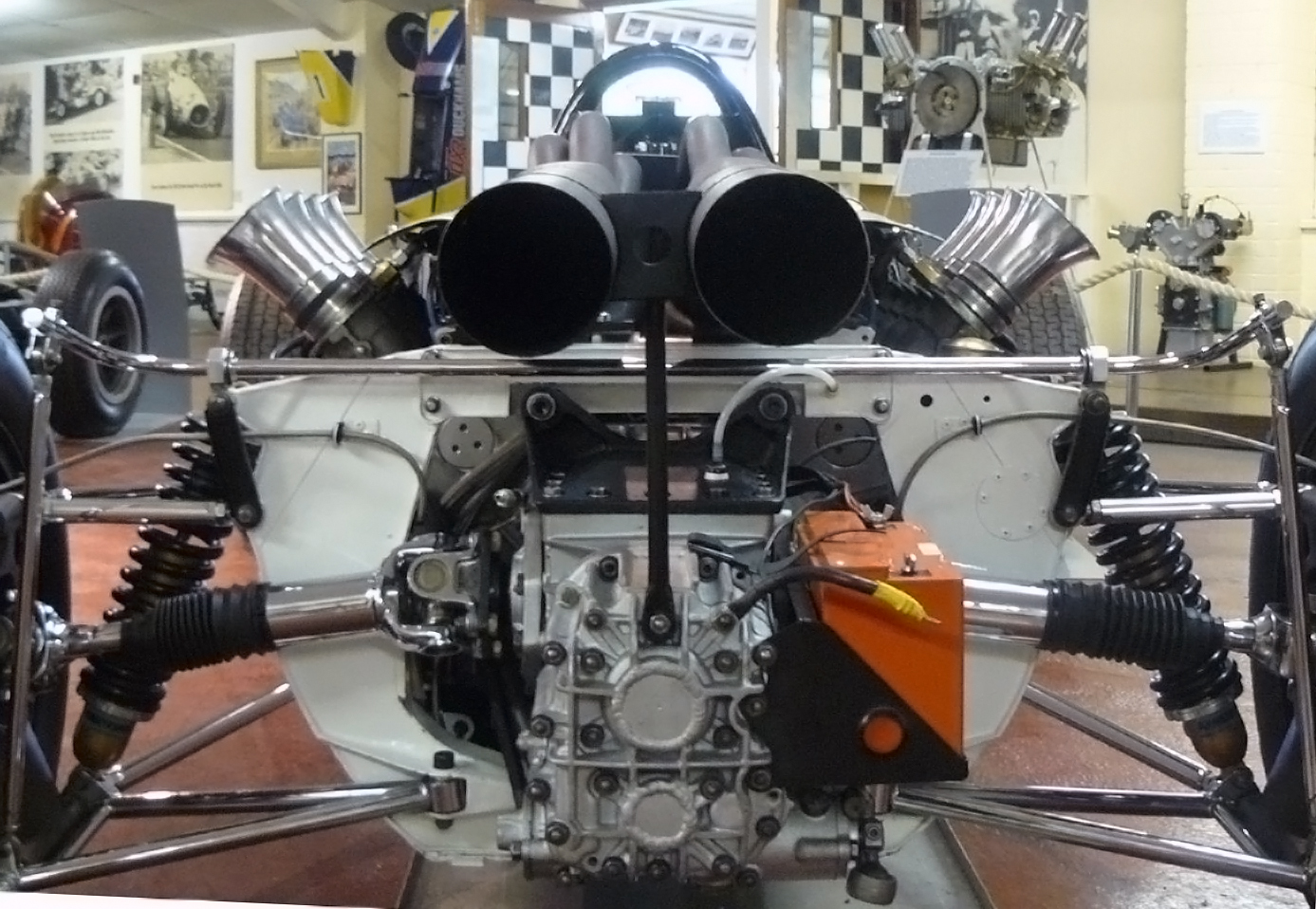
Vue arrière de la McLaren, où sont visibles la boîte de vitesses et la suspension arrière de la monoplace.

À l'instar de la Lotus 25 de 1962, première monoplace monocoque, la M2B est une monoplace monocoque mue par un moteur central à propulsion arrière. Fort de son expérience en aéronautique, Robin Herd conçoit un châssis en mallite (en), un matériau composite, initialement développé pour les panneaux intérieurs des aéronefs. Constitué de balsa collé entre deux plaques d'alliage d'aluminium, il est plus rigide qu'un alliage d'aluminium ordinaire, caractéristique utile pour une voiture de course. Toutefois, le mallite se révèle difficile à plier afin d'obtenir les formes courbes de la monoplace. Ainsi, et bien que la M2A ait été entièrement réalisée en mallite à l’exception des cloisons en acier, la M2B est conçue en alliage d'aluminium sauf pour le revêtement intérieur et supérieur, en mallite. D'autre part, le mallite est difficile à réparer après un accident et son utilisation ne rend pas pour autant, avec une rigidité de torsion de 13 600 newton par mètre, le châssis plus rigide que celui d'autres voitures à cockpit ouvert,. Le nez, le cockpit et le moteur de la monoplace sont recouverts d'une carrosserie en plastique à renfort de verre. Le carburant est stocké dans des réservoirs souples en caoutchouc situés dans la monocoque.
La combinaison des connaissances de Robin Herd en aérodynamique et de l'expérience de Bruce McLaren acquise lors du programme de courses de voitures de sport chez Ford incite l'écurie à expérimenter des carrosseries aérodynamiques. La M2A est équipée d'un aileron arrière produisant de la déportance qui diminue la pression sur la voiture et permet aux pneumatiques de négocier plus rapidement les virages. Cela permet de réduire de trois secondes les temps au tour réalisés sur le circuit de Zandvoort en novembre 1965, deux ans et demi avant que la Scuderia Ferrari et Brabham Racing Organisation utilisent des ailerons en Grand Prix. McLaren projette d'équiper la M2B d'un aileron arrière mais des problèmes de moteurs contrecarrent cette intention,,.
La M2B utilise une suspension à double triangulation conventionnelle, composée à l'avant de combinés filetés intérieurs et d'amortisseurs à ressorts, et à l'arrière de combinés filetés extérieurs et d'amortisseurs à ressorts,. Le freinage est assuré par des freins à disques en alliage de magnésium de 330 millimètres, fournis par Girling. L'empattement de la monoplace mesure 2 438 millimètres et les voies avant et arrière mesurent respectivement 1 473 et 1 492 millimètres. La M2B est équipée de pneumatiques Firestone.

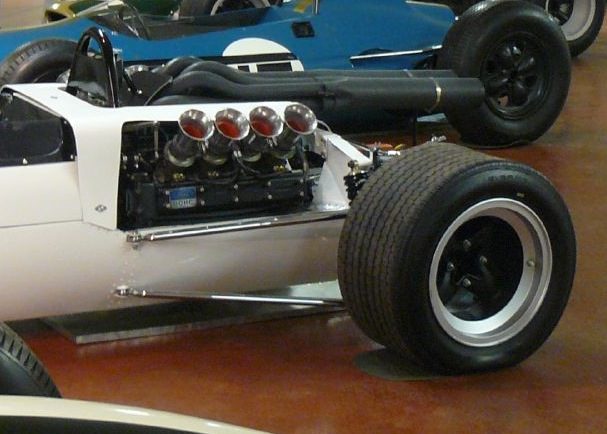
Le moteur V8 Ford, initialement destiné aux 500 miles d'Indianapolis, se révèle un handicap pour l'écurie.

Pour 1966, les moteurs de 1,5 litre de cylindrée, présents depuis cinq saisons, sont remplacés par des moteurs de trois litres. McLaren envisage d'utiliser les moteurs British Racing Motors, Maserati, Coventry Climax ou Oldsmobile avant d'opter pour un V8 Ford. Ce choix est en partie motivé par la conviction qu'il pourrait entraîner un soutien financier de Ford, qui ne s'est jamais concrétisé. Conçu à l'origine pour disputer les 500 miles d'Indianapolis, la cylindrée a été modifiée, passant de 4,2 à 3 litres. Klaus von Rucker, ancien ingénieur de BMW et de Daimler-Benz, est d'abord choisi pour effectuer la transformation du bloc en Angleterre, mais la lenteur de l’opération oblige à transférer le projet à Traco Engineering, en Californie, où d'importantes modifications internes sont effectuées sous la supervision de Gary Knutson, un ingénieur de McLaren. Dans sa version 4,2 litres, le moteur doit développer 470 chevaux, tandis que la version trois litres en développe environ 335,. En réalité, le moteur ne développe que 300 chevaux, exploitables uniquement dans une étroite fenêtre de régime moteur, et constitue un handicap à cause de sa grande taille et de son poids élevé : couplé à la boîte de vitesses, il pèse presque autant que la monoplace de l'écurie Brabham,. Afin de se donner davantage de temps pour mettre au point le bloc américain, McLaren utilise, pour quelques courses, un bloc V8 Serenissima M166 de trois litres développant 260 chevaux. La monoplace doit être modifiée pour accueillir ce moteur qui a l'avantage d'être relativement léger et compact,,. La M2B est enfin dotée d'une boîte de vitesses transaxiale ZF Friedrichshafen et d'un embrayage BorgWarner,.
La monoplace est destinée à porter la livrée verte et argentée entrecoupée d'une bande jaune de la Nouvelle-Zélande, conçue par l'illustrateur britannique Michael Turner. Toutefois, McLaren, en manque de liquidité, conclut un accord financier avec les producteurs du film Grand Prix, un long-métrage incluant des images de courses réelles : la M2B arbore ainsi une livrée blanche coupée d'une bande verte, représentant l'écurie fictive japonaise Yamura,.

## La McLaren M2B en course

### 1966: débuts officiels duBruce McLaren Motor Racingen championnat du monde deFormule 1

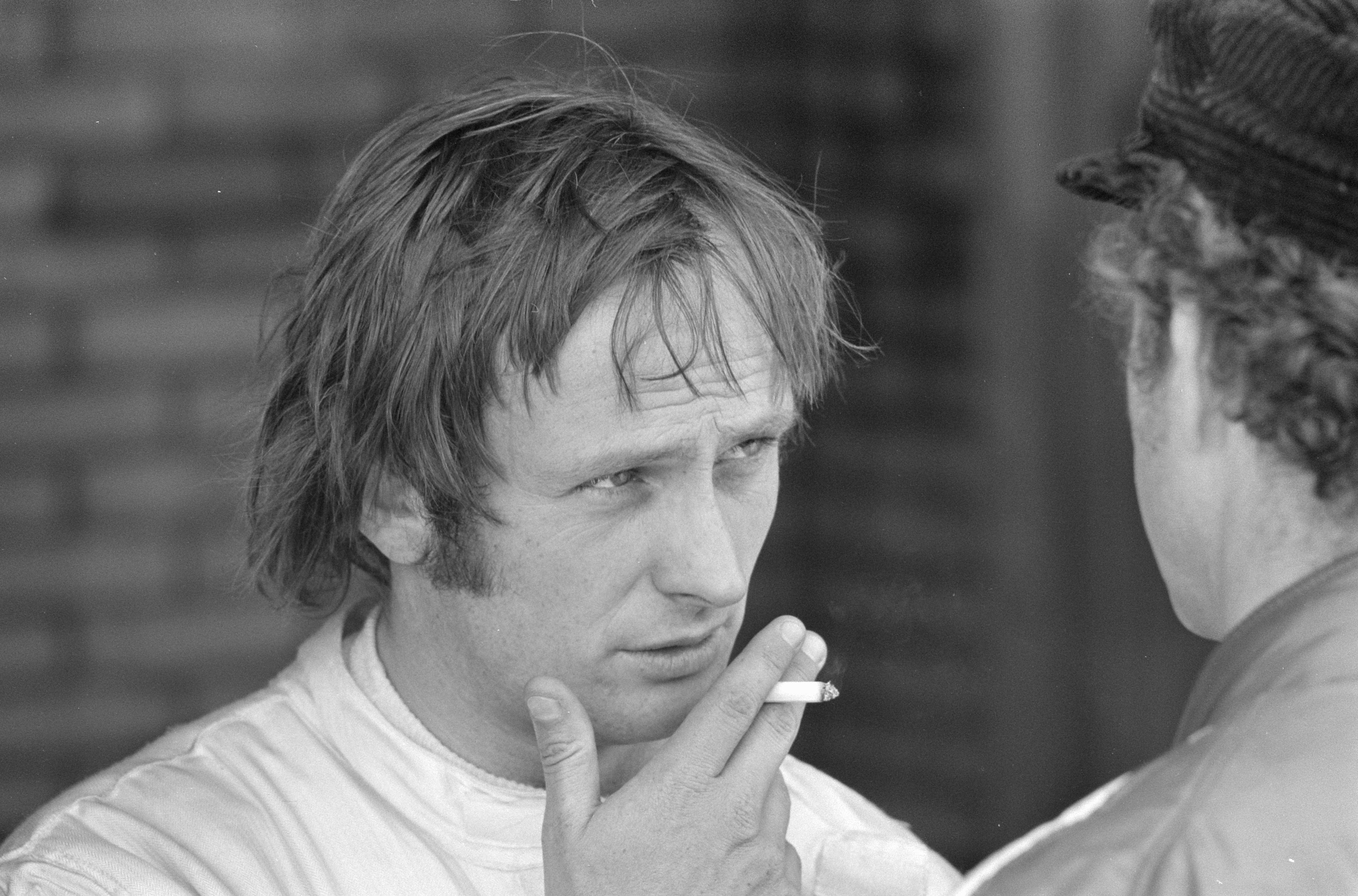
Chris Amon (ici en 1971), initialement pressenti pour être le deuxième pilote de McLaren, ne pilotera jamais la M2B en course.

Pour le premier Grand Prix de son histoire, à Monaco, première manche de la saison 1966, McLaren équipe sa M2B du moteur Ford. La monoplace est remorquée vers la principauté par un break américain. La voie des stands n'existant pas, le garage de l'écurie est basé au lieu-dit Nicoletti, dans une ruelle près de l'hôtel Métropole. Le moteur américain et les gros échappements de la M2B font de cette dernière la monoplace la plus bruyante du plateau, Bruce McLaren admettant que le son rauque de sa voiture menaçait les tympans des Monégasques et leurs vitres. Lors des qualifications, Bruce McLaren, au volant du deuxième châssis de l'écurie (le premier, destiné à Chris Amon, n'est pas prêt), réalise le dixième des seize temps qualificatifs, en 1 min 32 s 8, à 2,9 secondes de la Lotus 33 du britannique Jim Clark. En course, McLaren, septième à l'issue du premier tour, perd deux places deux boucles plus loin. Au tour suivant, il reprend sa position avant de retomber à la neuvième place au septième tour ; il est dépassé par la Lotus 25 de Mike Spence avant d'abandonner au neuvième tour à la suite d'une fuite d'huile,,. Howden Ganley, mécanicien de l'écurie, commente la course de McLaren : « Bruce semblait aller très bien dès le début mais au dixième tour, il est soudainement venu avec ses pieds et ses jambes trempés d'huile chaude. L'un des raccords avec le refroidisseur d'huile du nez [de la voiture] s'était détaché. » Après ce premier Grand Prix, Bruce McLaren estime qu'il « faut effectuer de sévères modifications dans la salle des machines ».
Après la manche monégasque, l'écurie retourne à Colnbrook, où Teddy Mayer, le directeur sportif, annonce que la M2B doit partir à Modène, chez Serenissima, le soir même : alors que le développement du moteur Ford se poursuit, McLaren a acquis un moteur V8, initialement conçu pour le championnat du monde des voitures de sport, produit par la Scuderia Serenissima. Le compartiment moteur de la MB2 doit être modifié pour accueillir les échappements bas du bloc italien. Avant de partir de Modène, un prêtre bénit la voiture, comme le veut la tradition italienne lors de la naissance de toute nouvelle voiture de course,. La M2B équipée de son nouveau moteur participe au deuxième Grand Prix de la saison, en Belgique, sur le circuit de Spa-Francorchamps. Après avoir refusé de démarrer pendant des heures, le moteur italien tombe en panne après un demi-tour effectué en essais. N'ayant aucune pièce de rechange, McLaren ne prend part ni aux qualifications ni à la course.

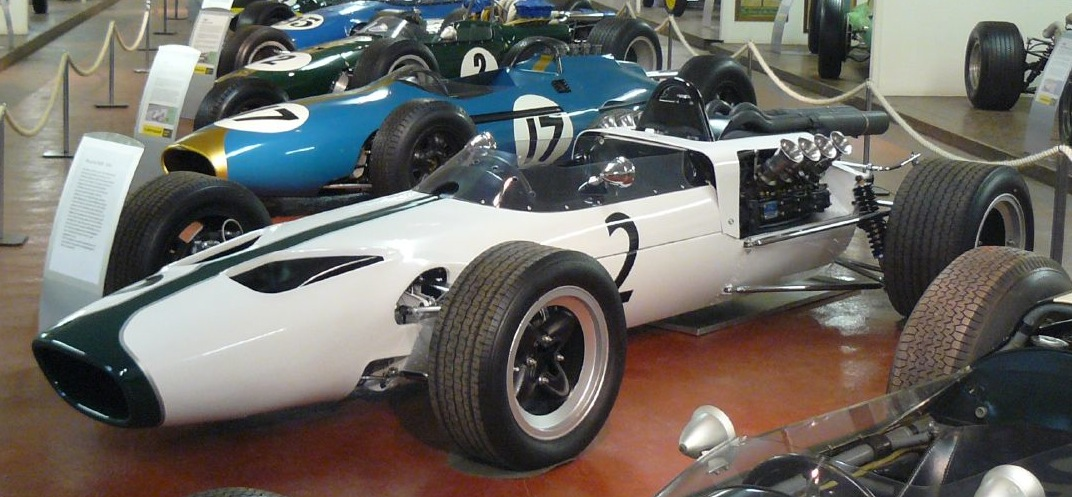
L'écurie McLaren, avec la M2B, marque le premier point de son histoire au Grand Prix de Grande-Bretagne 1966.

Au Grand Prix de France, sur le circuit de Reims-Gueux, McLaren, initialement engagé, ne participe pas à l'épreuve, l'écurie étant occupée à régler les problèmes du moteur Ford. Deux semaines plus tard, Bruce McLaren prend part au Grand Prix de Grande-Bretagne, à Brands Hatch où, au volant d'une M2B-Serenissima, il réalise le treizième des vingt temps qualificatifs, en 1 min 38 s 5, à 4 secondes de Jack Brabham. Le lendemain, McLaren prend un bon départ, sous la pluie, et se retrouve huitième à la fin du premier tour. Dixième après six boucles, il gagne une place au dix-septième tour et dépasse la Brabham BT22 de Chris Irwin au vingt-quatrième tour. Il profite des déboires de Joseph Siffert puis de John Surtees pour se hisser en sixième position au soixante-cinquième tour, position à laquelle il franchit la ligne d'arrivée, avec deux tours de retard sur Brabham, marquant ainsi le premier point de l'écurie en championnat du monde. À l'issue de cette course, l'association McLaren-Serenissima est septième ex æquo avec Brabham-BRM au championnat des constructeurs tandis que Bruce McLaren est treizième ex æquo avec John Taylor. Durant l'épreuve britannique, McLaren réalise son meilleur tour en course en 1 min 40 s 2, à une moyenne de 153,234 km/h, la monoplace anglaise rendant en moyenne 3,2 secondes et 5 km/h aux meilleures monoplaces,,,,.

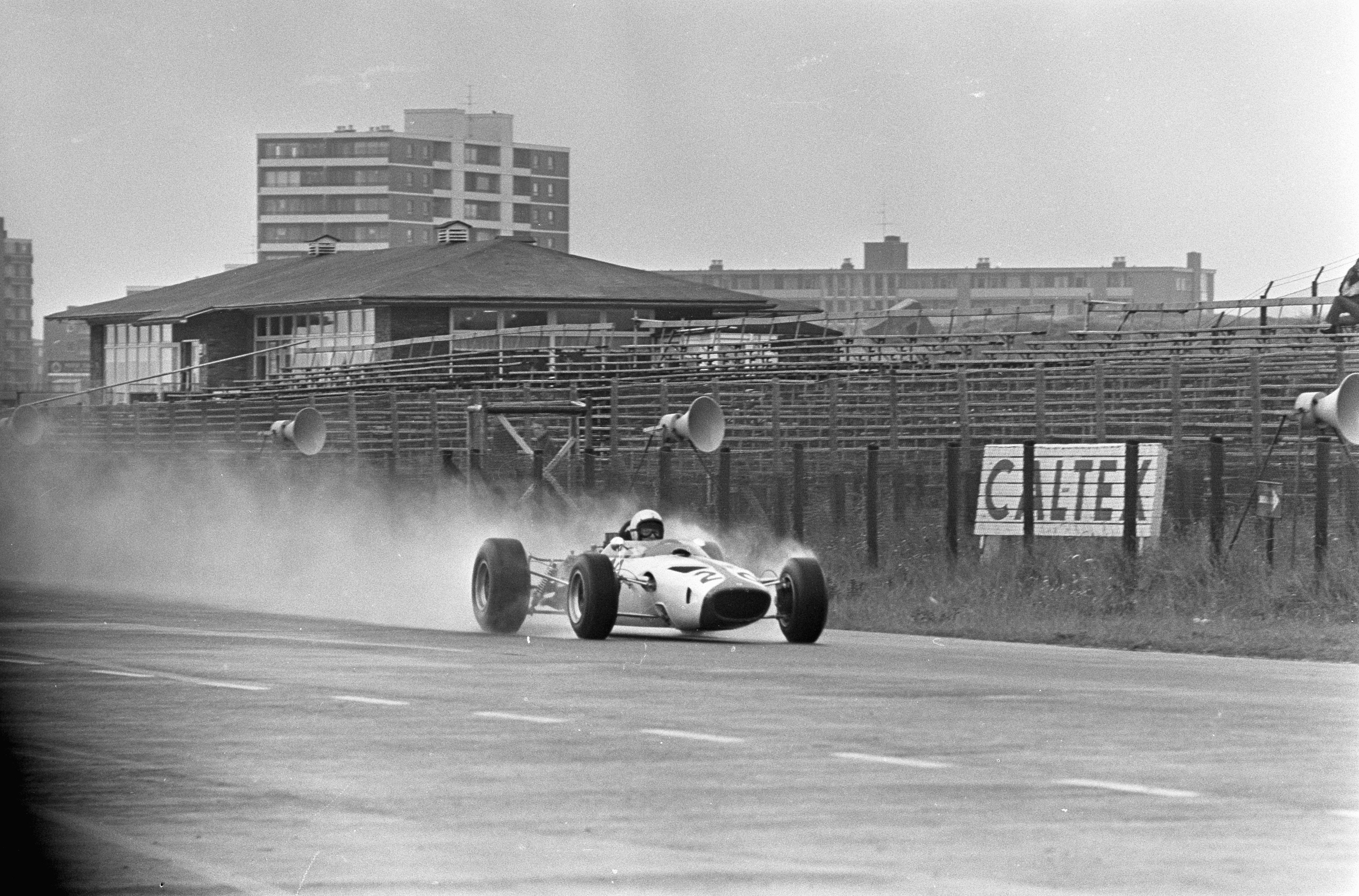
Le Grand Prix des Pays-Bas 1966 est le théâtre de la dernière apparition d'une monoplace (ici McLaren disputant les essais du vendredi sous la pluie) équipée d'un moteur Serenissima en Formule 1.

La semaine suivante, le 24 juillet, Bruce McLaren engage sa M2B équipée du moteur Serenissima au Grand Prix des Pays-Bas sur le circuit de Zandvoort. En qualifications, le Néo-Zélandais réalise le quatorzième temps en 1 min 31 s 7, à 3,6 secondes de Jack Brabham. Le lendemain, des problèmes de moteur obligent McLaren à renoncer à la course. Dès lors, l'équipe anglaise, qui perd une place au championnat du monde après les deux points marqués par Mike Spence pour Lotus-BRM, décide de suspendre sa participation au championnat du monde de Formule 1 jusqu'à ce que les problèmes du moteur Ford soient résolus,,,.
Après avoir manqué les Grands Prix d'Allemagne et d'Italie, McLaren revient en Formule 1 le 2 octobre, aux États-Unis, sur le circuit de Watkins Glen où est engagée une M2B équipée du moteur Ford. Bruce McLaren obtient le onzième des dix-neuf temps qualificatifs, en 1 min 10 s 57, à 2,15 secondes de Jack Brabham. En course, McLaren se retrouve dernier à l'issue du premier tour ; il remonte progressivement dans le classement et est dixième au quatorzième tour, puis neuvième trois boucles plus loin avant de gagner une nouvelle place au vingt-deuxième tour. Dix-sept boucles plus tard, McLaren est sixième, puis quatrième au cinquante-sixième tour, avant d'être dépassé par John Surtees au soixante-sixième tour. McLaren franchit la ligne d'arrivée en cinquième position, à trois tours de la Lotus 43 de Jim Clark, et marque deux points. L'association McLaren-Ford pointe désormais à nouveau à la septième place du championnat des constructeurs, ex æquo avec Eagle-Climax tandis que Bruce McLaren est douzième du championnat des pilotes avec trois points, à égalité avec Joseph Siffert et Bob Bondurant,,,.
Trois semaines plus tard, McLaren participe à la dernière épreuve de la saison, disputée sur l'Autódromo Hermanos Rodríguez, au Mexique. Lors des qualifications, Bruce McLaren obtient le quinzième des dix-neuf temps de la séance, en 1 min 56 s 84, à 3,66 secondes du pilote Cooper John Surtees. McLaren part quatorzième, profitant du retrait de Mike Spence, qualifié onzième. Il prend un mauvais départ et se retrouve dix-septième à la fin de la première boucle. Le Néo-Zélandais remonte rapidement dans le classement : douzième au neuvième tour, il est onzième neuf boucles plus loin. Au vingt-septième tour, il est dixième avant de se retrouver douzième le tour suivant. McLaren est alors en lutte avec la Lotus 33 de Peter Arundell qu'il dépasse au trente-huitième tour. Il abandonne à la quarantième boucle sur une panne du moteur Ford alors qu'il était dixième et dernier,,.
À l'issue de la saison, Bruce McLaren est seizième au championnat du monde avec trois points. L'association McLaren-Ford se classe neuvième du championnat du monde des constructeurs, avec deux points marqués aux États-Unis, tandis que McLaren-Serenissima est douzième avec un point marqué en Grande-Bretagne,.

### 1967-1969: engagements manqués au sein d'écuries privées
En 1967, une McLaren M2B est engagée à titre privé par l'écurie britannique Ian Raby Racing, qui greffe à la monoplace un moteur V8 Coventry Climax. Pilotée par le Britannique Trevor Taylor, la M2B est inscrite au neuvième Grand Prix de la saison, disputé le 10 septembre en Italie, à Monza. La monoplace n'étant pas prête, Taylor ne prend pas part à l'épreuve.
En 1968, la M2B, toujours équipée du moteur Climax, est prêtée au Britannique Keith St John pour la III Race of Champions, épreuve hors-championnat disputée à Brands Hatch le 17 mars. Toutefois, la monoplace n'étant pas disponible, St John déclare forfait. Le 25 avril, au XX BRDC International Trophy, disputé hors-championnat à Silverstone, deux M2B à moteur Climax sont promises, à titre privé, à Trevor Taylor et Keith St John, mais ce dernier se retire volontairement de l'épreuve et Taylor déclare forfait à la suite de l'indisponibilité de la voiture.
Ken Shepperd rachète les châssis équipés du moteur V8 Climax et organise en mai une séance d'essais à Silverstone où la M2B ne parcourt qu'un demi-tour. La McLaren M2B-Climax est une dernière fois engagée en Formule 1 le 26 mai au Grand Prix de Monaco, troisième manche du championnat du monde. Ken Sheppherd engage Keith St John pour piloter la monoplace équipée de pneumatiques Goodyear. Toutefois, le Britannique ne se rend pas sur place et la voiture est indisponible pour l'épreuve,,.
Le 7 avril 1969, la M2B fait une ultime apparition à Brands Hatch où se dispute une course du championnat européen de Formule 5000. La monoplace, propulsée par un moteur V8 Oldsmobile de 4,5 litres, est confiée à Keith St John qui ne participe pas à l'épreuve, en raison d'un problème d'échappement,.

## Bilan et devenir des monoplaces

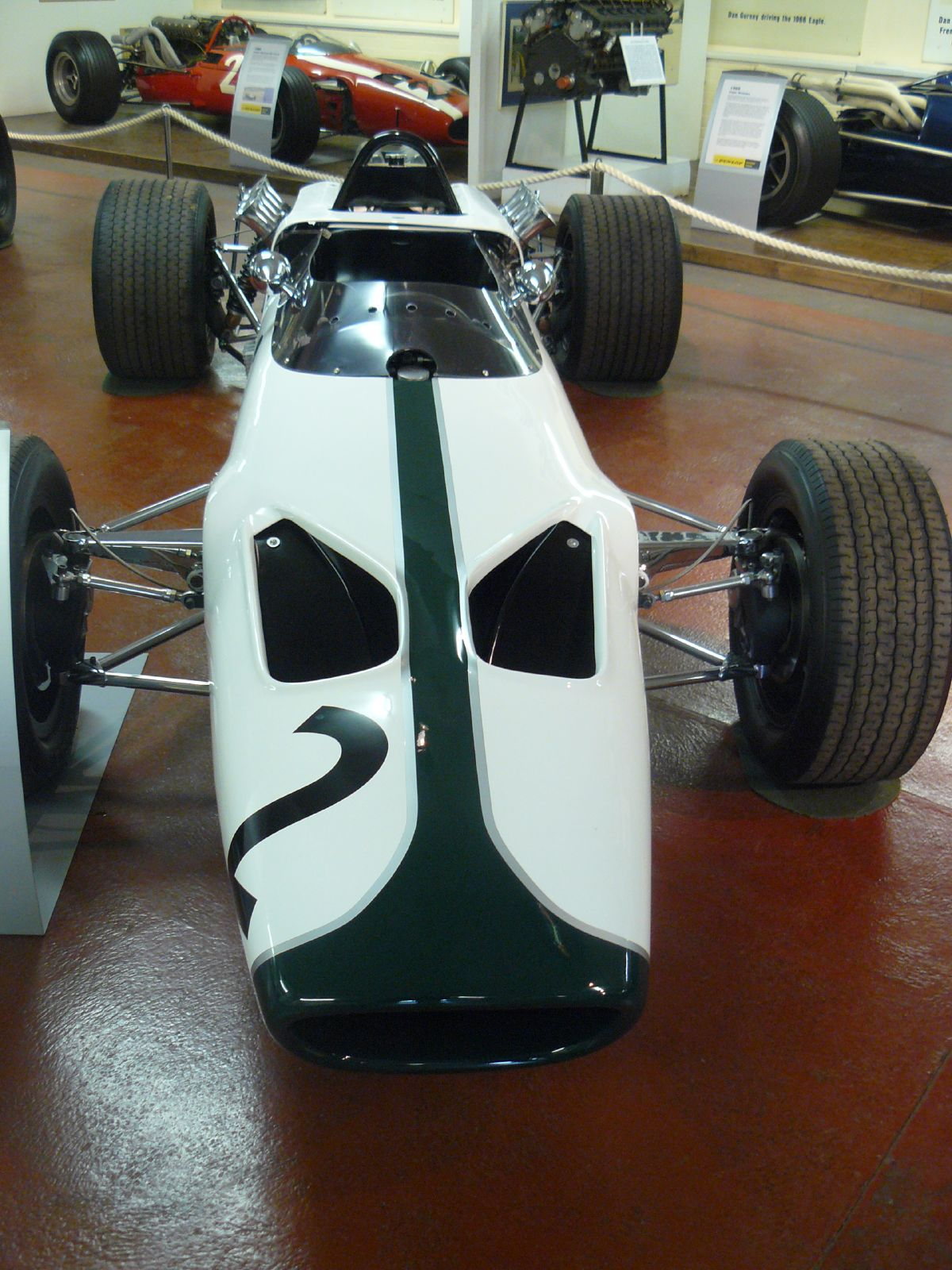
La McLaren M2B est la dernière monoplace de l'écurie à être conçue en mallite.

Malgré l'absence de succès de la McLaren M2B, Robin Herd estime en fin de saison que « tout le monde était dix fois plus déterminé à faire mieux l'année suivante ». Au sujet de la conception de la monoplace, l'ingénieur britannique déclare : « Nous avons davantage mis l'accent sur l'élégance de la structure du châssis que sur la conception d'une voiture de course vraiment rapide […]. Nous avions tendance à aller vers l'ingéniosité technique et les conneries plutôt que vers l'ingénierie conduisant à la victoire. » Teddy Mayer, rejoint par Eoin Young, le secrétaire personnel de Bruce McLaren, estime de son côté que les « principaux problèmes venaient du choix du moteur Ford »,. En effet, les champions du monde des pilotes et des constructeurs de la saison 1966, Jack Brabham et Brabham Racing Organisation, utilisaient un moteur Repco basé sur un bloc Oldsmobile modifié produisant 290 chevaux, soit 30 de moins que le moteur Ford, mais très efficace en raison de son faible poids et sa fiabilité. Bien que le moteur Oldsmobile soit utilisé par McLaren en championnat du monde des voitures de sport, l'écurie doutait de ces capacités. Plus tard, Mayer déclare : « Nous l'avons envisagé mais le genre de modifications que Repco a faites allait bien au-delà de nos ressources et je doute fort que nous aurions pu faire mieux que ce que nous avons fait avec l'Indy Ford,,. »
Les monoplaces conçues ensuite par McLaren abandonnent la mallite au profit de l'aluminium, plus conventionnel, tandis que les moteurs Ford et Serenissima sont eux aussi abandonnés. Pour la saison 1967, les McLaren M4B et M5B sont propulsées par un moteur British Racing Motors ; l'écurie obtient sa première victoire en 1968 avec la McLaren M7A, équipée d'un moteur Ford-Cosworth DFV. McLaren Racing devient par la suite l'une des plus prestigieuses écuries de Formule 1.
La McLaren M2A est vendue et utilisée par divers pilotes privés au Royaume-Uni avant d'être détruite par un incendie en 1969. Selon les sources, trois châssis M2B sont vendus : un est en restauration aux États-Unis et un autre est exposé au Donington Grand Prix Exhibition, dans sa livrée blanche et verte Yamura,.

## Résultats en course

### Championnat du monde de Formule 1
| Saison | Écurie                     | Moteur                     | Pneumatiques | Pilotes       | Courses | Courses | Courses | Courses | Courses | Courses | Courses | Courses | Courses | Courses | Courses | Courses | Points inscrits | Classement |
| Saison | Écurie                     | Moteur                     | Pneumatiques | Pilotes       | 1       | 2       | 3       | 4       | 5       | 6       | 7       | 8       | 9       | 10      | 11      | 12      | Points inscrits | Classement |
| ------ | -------------------------- | -------------------------- | ------------ | ------------- | ------- | ------- | ------- | ------- | ------- | ------- | ------- | ------- | ------- | ------- | ------- | ------- | --------------- | ---------- |
| 1966   | Bruce McLaren Motor Racing | Ford 406 V8 Serenissima V8 | Firestone    |               | MON     | BEL     | FRA     | GBR     | P-B     | ALL     | ITA     | USA     | MEX     |         |         |         | 2 1             | 9e 11e     |
| 1966   | Bruce McLaren Motor Racing | Ford 406 V8 Serenissima V8 | Firestone    | Bruce McLaren | Abd     | Np      | Forf    | 6e      | Np      |         |         | 5e      | Abd     |         |         |         | 2 1             | 9e 11e     |
| 1966   | Bruce McLaren Motor Racing | Ford 406 V8 Serenissima V8 | Firestone    | Chris Amon    | Forf    | Forf    |         | Forf    | Forf    |         |         |         |         |         |         |         | 2 1             | 9e 11e     |
| 1967   | Ian Raby Racing            | Climax FWMV V8             | Firestone    |               | AFS     | MON     | P-B     | BEL     | FRA     | GBR     | ALL     | CAN     | ITA     | USA     | MEX     |         | 0               | Non classé |
| 1967   | Ian Raby Racing            | Climax FWMV V8             | Firestone    | Trevor Taylor |         |         |         |         |         |         |         |         | Forf    |         |         |         | 0               | Non classé |
| 1968   | Ken Sheppherd              | Climax V8                  | Goodyear     |               | AFS     | ESP     | MON     | BEL     | P-B     | FRA     | GBR     | ALL     | ITA     | CAN     | USA     | MEX     | 0               | Non classé |
| 1968   | Ken Sheppherd              | Climax V8                  | Goodyear     | Keith St John |         |         | Forf    |         |         |         |         |         |         |         |         |         | 0               | Non classé |

Légende : ici

### Résultats hors-championnat
| Année | Épreuve                      | Circuit      | Catégorie | Pilote                      | Résultat | Résumé |
| ----- | ---------------------------- | ------------ | --------- | --------------------------- | -------- | ------ |
| 1968  | III Race of Champions        | Brands Hatch | Formule 1 | Keith St John               | Forfait  | Résumé |
| 1968  | XX BRDC International Trophy | Silverstone  | Formule 1 | Keith St John Trevor Taylor | Forfait  | Résumé |